# Arborio (magister militiae)
Arborio (latino: Arborius; floruit 461-465) fu un generale romano attivo in Gallia e penisola iberica nella prima metà degli anni 460.
Nel 461 succedette a Nepoziano alla carica di magister militiae, per volere del re dei Visigoti Teodorico II; lo stesso re lo richiamò dalla Spagna alla corte di Tolosa nel 465, per una faccenda che coinvolgeva i Suebi.